# Amorbia
Amorbia es un género de polillas de la familia Tortricidae.

## Especies
- Amorbia cacao Phillips & Powell, 2007
- Amorbia catarina Phillips & Powell, 2007
- Amorbia chiapas Phillips & Powell, 2007
- Amorbia chlorolyca Meyrick, 1931
- Amorbia cocori Phillips & Powell, 2007
- Amorbia colubrana Zeller, 1866
- Amorbia concavana Zeller, 1877
- Amorbia cordobana Phillips & Powell, 2007
- Amorbia cuneanum Walsingham, 1879
- Amorbia curitiba Phillips & Powell, 2007
- Amorbia decerptana Zeller, 1877
- Amorbia depicta Walsingham, 1913
- Amorbia dominicana Phillips & Powell, 2007
- Amorbia eccopta Walsingham, 1913
- Amorbia effoetana Moschler, 1891
- Amorbia elaeopetra Meyrick, 1932
- Amorbia emigratella Busck, 1909
- Amorbia erinae Brown, 2014
- Amorbia exsectana Zeller, 1877
- Amorbia exustana Zeller, 1866
- Amorbia helioxantha Meyrick, 1917
- Amorbia humerosana Clemens, 1860
- Amorbia jaczewskii Razowski & Wojtusiak, 2008
- Amorbia knudsoni Phillips & Powell, 2007
- Amorbia laterculana Zeller, 1877
- Amorbia leptophracta Meyrick, 1931
- Amorbia maracayana Amsel, 1956
- Amorbia monteverde Phillips & Powell, 2007
- Amorbia nuptana Felder & Rogenhofer, 1875
- Amorbia osmotris Meyrick, 1932
- Amorbia potosiana Phillips & Powell, 2007
- Amorbia productana Walker, 1863
- Amorbia rectangularis Meyrick, 1931
- Amorbia rectilineana Zeller, 1877
- Amorbia rhombobasis Phillips & Powell, 2007
- Amorbia santamaria Phillips & Powell, 2007
- Amorbia stenovalvae Phillips & Powell, 2007
- Amorbia trisecta Razowski & Wojtusiak, 2010
- Amorbia vero Powell & Brown, 2012